# 米田豊
米田 豊（よねだ ゆたか、1884年4月25日 - 1976年4月9日）は島根県松江市生まれの日本の牧師、神学校教師、聖書学者。戦前は日本ホーリネス教会、日本メソジスト教会牧師として活躍し、戦後は日本ホーリネス教団の指導者、元老として活躍した。

## 生涯

### 幼少期
1884年(明治17年)島根県松江市に、中村正修の子として生まれる。その後、松江藩旧士族の米田家の養子になる。1890年(明治23年)米田が6歳の頃英国国教会宣教師で日本伝道隊の創設者バークレー・バックストン一行が来日し、松江の米田近所住む。その後、バックストン一行に関わるようになる。同じく、日本伝道隊の宣教師パゼット・ウィルクスの導きで信仰を持つ決心をして、1900年(明治33年)に米田16歳の時に、バークレー・バックストンから洗礼を受ける。また、バックストンの元で修養していたちいさき群の笹尾鉄三郎の薫陶を受ける。

### 聖書学校

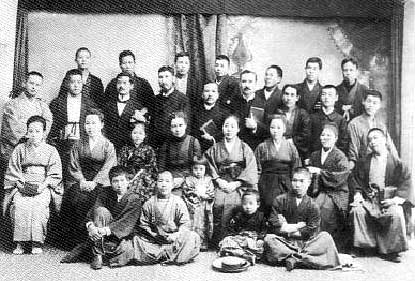
1902年頃の聖書学校の教師と修養生。米田は最前列左端

知り合いの奥田常三郎が東京府神田の東洋宣教会の聖書学校入学したことを聞く。さらに、機関紙焔の舌で聖書学院4月の開校を知る。そこで、米田は家族の反対を押し切り1901年(明治34年)5月に上京し、1ヶ月遅れで神田の聖書学校に入学する。修養生として訓練を受ける。聖書学校の教師の中田重治、チャールズ・カウマン、笹尾鉄三郎、三谷種吉などの薫陶を受ける。

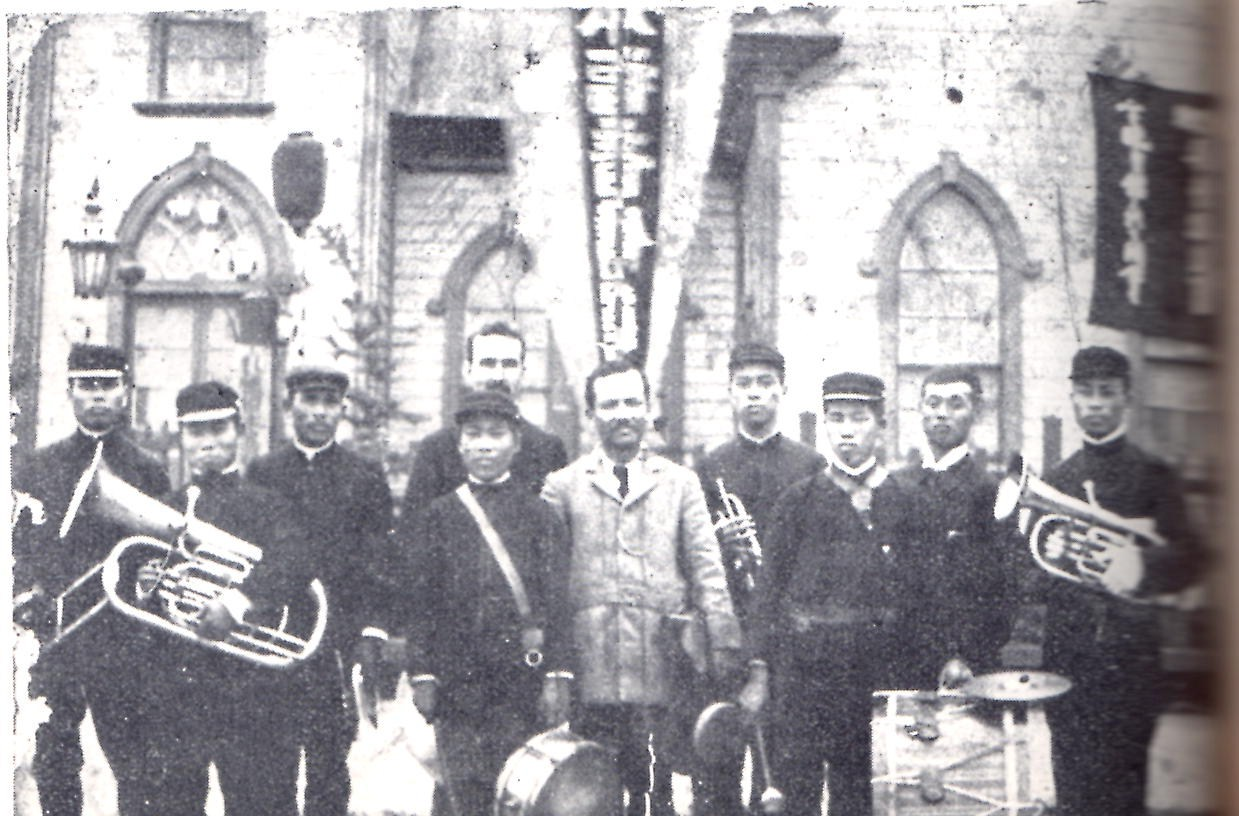
1902年8月、弘前教会の前に集合した中田重治と福音音楽隊。米田は右から3人目

1902年(明治35年)5月さらに6月に、第二回大挙伝道が行われた。その時中田重治は、三谷種吉の組織した修養生による福音音楽隊を率いて東北、北海道の各地を巡回した。その時、米田は福音音楽隊の一員として、大太鼓を叩く。8月には弘前で伝道した時には、後に日本メソジスト教会重鎮になる阿部義宗がキリスト教に回心する。
1902年の年末には修養生を五組に分けて実地伝道に派遣する。米田は、休暇を兼ねて藤樫と一緒に千葉県に派遣された。
1904年(明治37年)に20歳で徴兵検査を受け日露戦争に従軍する。1905年(明治38)に終戦後、本国に帰還する。その後、聖書学院に復学し、岩手県土沢へ伝道に派遣される。その時、小原十三司らに出会い、小原たちをキリスト教信仰に導く。
1908年(明治41年)に最初の妻白浜たけと結婚する。

### 聖教団事件
1911年(明治44年)聖教団事件が発生し、中田重治監督とカウマン宣教師らが分裂騒動を起こす。その時、米田は中田側に付く。そして、渡辺善太、丹羽平三郎、池田長十郎、富士たけ、本郷義雄、小出朋治らと共に宣教会教役者と辞任し、中田監督側の聖教団教役者になる。米田は中田監督の元で、丹羽、渡辺と共に委員に就任する。さらに、中田が新に設立した淀橋教会(東京府淀橋町柏木308)に一家で移転する。
しかし、1,2ヶ月の協議の後、米田たちに相談なしで中田監督とチャールズ・カウマン宣教師は和解することになり、中田と宣教師の協力体制が再開される。中田相談なしでカウマンらと妥協したことを、渡辺と米田は大変不満に思い、埼玉県大宮（現在の秩父）方面にトラクト配布に出かけた。

### 日本ホーリネス教会離脱
1913年に笹尾鉄三郎が辞任したことに失望した米田は、バークレー・バックストンに三度目の来日を機に東洋宣教会を去り、神戸に滞在していたバックストンの秘書になる。バックストンが英国に帰国した後は、長崎市出島メソジスト教会(長崎銀屋町教会)の牧師として赴任した。
1920年1月25日より2月1日まで長崎のメソジスト教会で開かれた純福音宣伝大会に中田重治と柘植不知人と小原十三司が参加したときに、当時メソジストに所属していた米田は中心になって活動する。このことがきっかけになり、1920年3月に7年ぶりにホーリネスに戻る。そして、聖書学院の教授になり、また日本ホーリネス教会深川教会の牧師になる。

### 日本ホーリネス教会復帰
1920年4月に、米田は「リバイバル後の記」を発表する。そこでは、アメリカの浅薄な伝道者がリバイバルを請け負っているように、リバイバルという用語を乱用することに対しての冷静な抵抗感を吐露している。しかし、12月30日には、「リバイバルの年を送る」という大正のリバイバルの回顧を書いているが、そこでは、「もっと広いリバイバル」を待望する主旨の内容が書いてある。
1924年4月のホーリネス大会で『きよめの友』（旧、焔の舌）主筆を中田重治から受け継ぎ、1933年の分裂まで主筆を続ける。
後に聖書学院の教授になり、新約聖書を教える。1925年日本ホーリネス教会が財団法人になった時に、中田重治、車田秋次、小原十三司、と共に財団法人の理事に選出された。1932年にホーリネス教会第三総会で板垣賛造と共に書記に選出され、その総会で再び理事に選出された。
1932年6月9日に米田は「思想上の脱線を防げ」という論説を『きよめの友』発表した。それは、一般信徒への独善的な聖書解釈を戒める内容である。駒澤大学教授の池上良正はリバイバルの高揚の中で、日ユ同祖論を強引に主張していた中田監督夫妻への牽制であると言う。
1932年、米田はきよめの友の連載していた聖書日課を「旧約聖書講解」（上巻、律法歴史の巻、下巻、詩歌預言の巻）として発行し、また、新約聖書全解を出版した。小池章三の『リバイバルのさなかに-男子ホーム脱線のきざし』によると、昭和のホーリネス・リバイバルの際に、1932年6月頃、聖書学院では「主の再臨を求めるものは、冬物衣類を捧げて祈るべき」「わ藁屑は焼くべきだ」と言って、衣類、書籍を焼いた。中田重治や米田豊の著書も、焚書された。この行動の背後には舎監の中田あやめ監督夫人の影響があったと言われる。

### ホーリネス分裂

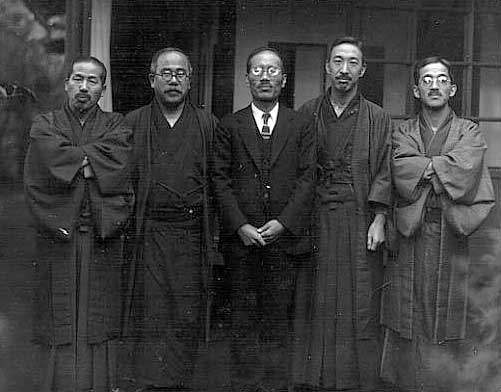
聖書学院の五教授,米田は左端

1932年第三総会後に淀橋聖会が行われ、「聖書より見たる日本」という題で5日間に渡って6回の講演した。中田は総統準備してみずからの日ユ同祖論を発表した。後に、米田と尾崎喬一らが筆記して出版した。米田は中田に才能を見込まれ速記を会得させられていた。さらに、3月に大阪放送で「聖書より見たる日本」を放送講演した。
1933年9月22日に中田重治監督が、聖書学院五教授にイスラエルの民族の救いとそのために祈る日本民族の祝福を中心にする監督の方針にしたがって講義して欲しいという書簡を送った。五教授の米田と車田秋次、小原十三司、一宮政吉、土屋顕一はホーリネス教会の使命は個人の救霊であって、中田監督の新使命には一致できず、聖書学院の教授を辞すべきであるが、これは、全体の信仰問題に関わるので、教団の最高機関の総会を臨時に招集して、監督の新使命の是非の裁定を仰ごうとした。中田の承認の元に、米田ら総会常置委員は臨時総会を招集した。
しかし、中田は臨時総会開催の承認を取り消しして、非合法と見なし、非合法運動を推進したという理由で米田ら五教授を10月19日に解任した。しかし、臨時総会は淀橋教会で10月25日に開催された。中田は臨時総会に対抗して、全国教役者会を聖書学院に非常招集し、10月23日夕方までに役200名教役者が集結した。10月24日の朝に、総会が常置委員によって開かれるが、メソジストの監督審判法に従って非合法であること説明して、そのことの交渉を総会代議員である教職にゆだねた。臨時総会の席上で10月26日臨時総会の二日目に、中田重治の監督職を解任する案が上程されて全会一致で可決された。監督解任によって代わりに代行として委員会制度が設けられ、ホーリネス教会年則に付加された。車田秋次、菅野鋭、小原十三司、一宮政吉らと共に5人の委員に選ばれた。ここで、日本ホーリネス教会は二つに分裂した。その際、米田は中田の解任状を書いた。中田は信仰の相違で別れるのだから握手して別れたいと、車田秋次と握手をした。その夜、米田と車田、一宮、小原、菅野、鈴木仙之助の6名が中田邸を訪問して、共に祈り、敵意なく別れた。

### 日本聖教会
しかし、その後神田事件や、中田側の民事訴訟によって、問題の解決は難航した。阿部義宗、渡辺善太、松山常次郎、星二郎などの仲裁努力が実って、1936年10月19日に和協分離が成立して、日本ホーリネス教会は解消した。そして、委員側の日本聖教会と中田重治側のきよめ教会に正式に分離することになり、12月25日分離した二つの団体は正式に発足した。米田は1936年11月28日、鉄道ホテルで行われた和協午餐会に委員の一人として出席した。その中で中田と和解した。その後は、中田派とは別の道を歩むことになる。聖書学院は中田側に渡り、日本聖教会は聖書学校塾を練馬区茂呂町に作り、米田は院長として指導者になった。また、機関紙『霊光』の主筆になった。
1941年6月の日本基督教団成立の際には、日本聖教会から第六部の常議員になる。第六部の代表は車田秋次が就任する。
1942年のホーリネス弾圧事件の際には教会指導者の一人として検挙される。2年の実刑判決を受けて上告する。早稲田警察署から巣鴨の東京拘置所に移される。1943年にホーリネス教会は解散し、日本基督教団より米田らホーリネス系の牧師は解任される。1944年4月に保釈されて出所するが、13年間中風で闘病生活をしていた先妻タケ夫人は、米田の入獄中に死去する。
戦後は、しばらく埼玉県秩父に居住した。
1945年10月8日にアメリカ合衆国の放送で「車田、米田が殉教した。」というニュースが放送されたが、11月に車田が手紙をアメリカロサンゼルスにいた東洋宣教会の代表レテー・カウマンに書き送ったことにより、殉教が誤報であったことが分かる。

### 日本ホーリネス教団
1949年、車田秋次らが東洋宣教会(OMS)の援助により、日本基督教団を離脱して、日本ホーリネス教会（後に、日本ホーリネス教団に改名する）を創設した時には参加せず、翌年の1950年、米田も参加して、柏木の東京聖書学院の構内に居住する。後に、日本ホーリネス教団の元老として車田秋次や山崎亭治らと共に、日本ホーリネス教団を指導する。
1952年に奈津子夫人と再婚する。
1959年に中田の没20周年とプロテスタント宣教100周年記念に際して、中田重治の伝記の刊行が企画され、牧師の森五郎と伊藤馨、信徒の川端京五郎と白根栄治らと共に発起人になる。それに、発起人に車田秋次、野辺地天馬、米田勇、小原十三司、泉田精一、田中敬止を加えて中田派の四つの団体（ホーリネスの群、日本ホーリネス教団、基督兄弟団、）の指導者が中田重治伝刊行委員会が結成される。渡辺善太、阿部義宗、中田羽後が顧問になり、米田の息子の米田勇によって中田の伝記『中田重治伝』が執筆が依頼される。
戦前から、旧約聖書講解（1932年）の新約版をだしたらよいという助言をするものがあった。1963年に、旧約講解と同じ型の物を出版しても良いと思うようになり、家庭礼拝の友に三年間連載した聖書日課をまとめて新約聖書講解を出版した。聖書は口語訳を使用し、各書の総論は1932年に出版した新約聖書全解を使用した。
1964年 小原十三司の発起により、超教派で80歳の誕生日を祝われる。1972年に米寿を記念していのちのことば社より回顧録『主を仰いで』が出版される。1976年日本ホーリネス教団の元老として91歳で、脳溢血により眠るように穏やかな死を迎える。

## 人物
- 8人の子の中6人を亡くし、獄中にあったときに痛風の妻を亡くした。その苦難の故に「昭和のヨブ」と呼ばれた。しかし、獄中にあって「常時喜悦、不断祈祷、万事感謝」と言い続けた。
- 神学生に「神学校を卒業しただけでは一人前ではなく、結婚して、子供が出来て、子供を亡くして、やっと一人前に入れてもらえる」と言っていた。[7]

## 著書
- 『新約聖書全解』(日本ホーリネス教会)1932年
- 『新約聖書講会』（いのちのことば社）1963年
- 『主を仰いで - 入信72年の思い出』（いのちのことば社）1972年